# Tenstakyrkan
Tenstakyrkan är en frikyrka belägen i Tensta, nordvästra Stockholm. Den tillhör Tenstakyrkans Missionsförsamling, en del av samfundet Equmeniakyrkan. Signifikativt för kyrkan är dess rika musikliv med starkt fäste i gospel, det sociala arbetet samt mångfalden av olika inriktningar av kristenheter i samma gemenskap.

## Verksamhet
Tenstakyrkans Missionsförsamling grundades i och med flera tidigare församlingar inom Svenska missionskyrkan (idag Equmeniakyrkan) i Spånga. I början av 1970-talet bestämde sig den nya missionsförsamlingen för att bygga kyrkolokaler i det nya Tensta, vilka stod färdiga år 1973.
Förutom den huvudsakliga missionsförsamlingen har Tenstakyrkan genom åren varit hem åt olika församlingar. Flera av medlemmarna i dessa församlingar är människor som tvingats fly sina hemländer i Levanten och Mellanöstern, där kristna än idag är svårt förföljda. I dagsläget gäller det församlingarna Syriansk-katolska församlingen i Spånga, tillhörande Syrisk-katolska kyrkan, en del av Katolska kyrkan i Sverige, samt Sankta Maria ortodoxa församling. Även Svenska kyrkans Spånga församling bedriver viss verksamhet i kyrkan. Denna mångfald av olika verksamheter och människor med olika bakgrunder är något som skapat en mycket unik gemenskap. Vidare har även Hela människan dagverksamhet i kyrkans lokaler.
Det sociala arbetet är något som varit utmärkande för Tenstakyrkans Missionsförsamling och har drivits i olika former under åren i Tensta. Ett av de mest tydliga framgångsrika av dessa är projektet med Tensta Gospel Choir. Det är den mycket uppmärksammade gospelkören med Tenstakyrkan som hemlokaler. Denna grundades år 1996 som ett projekt för integration mellan olika kulturer. Därför har kören, likt hela kyrkans kristna gemenskap, blivit en blandad grupp av människor med olika kulturella, socioekonomiska och religiösa bakgrunder. Församlingen driver också desto fler körer - Tensta Gospel's Joyful Noise, Espérance's, Tensta Gospel Revelation, Sound of Gospel och Tenstakyrkans kör.